# پلنفرم

جریان هوا در اطراف پلنفرم

پلنفرم(به انگلیسی: Planform) در هوانوردی به طرح قسمت بدنه و بال هواپیمای ثابت بال گویند. با توجه به همه تفاوت‌ها می‌توان آن‌ها را به دو قسمت پروازهای سرعت بالا مثل هواپیماهای نظامی یا هواپیماهای مسافربری و پروازهای سرعت پایین مثل هوانوردی عمومی، تقسیم کرد.

## نگارخانه

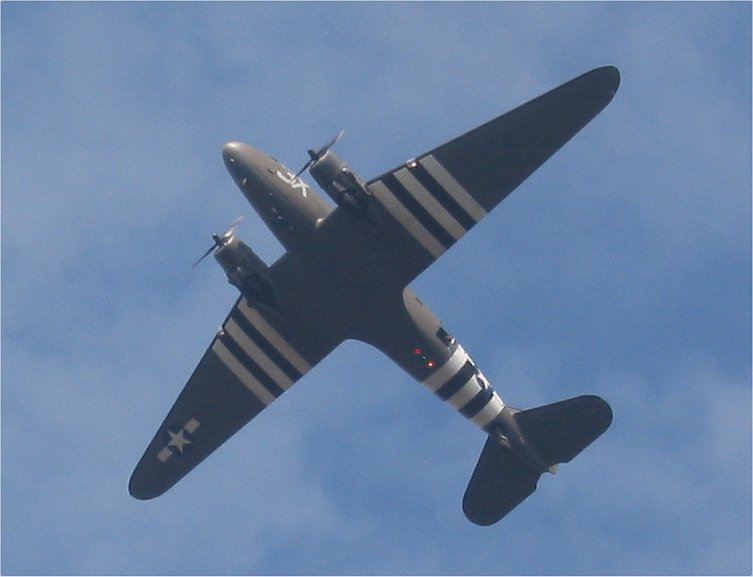
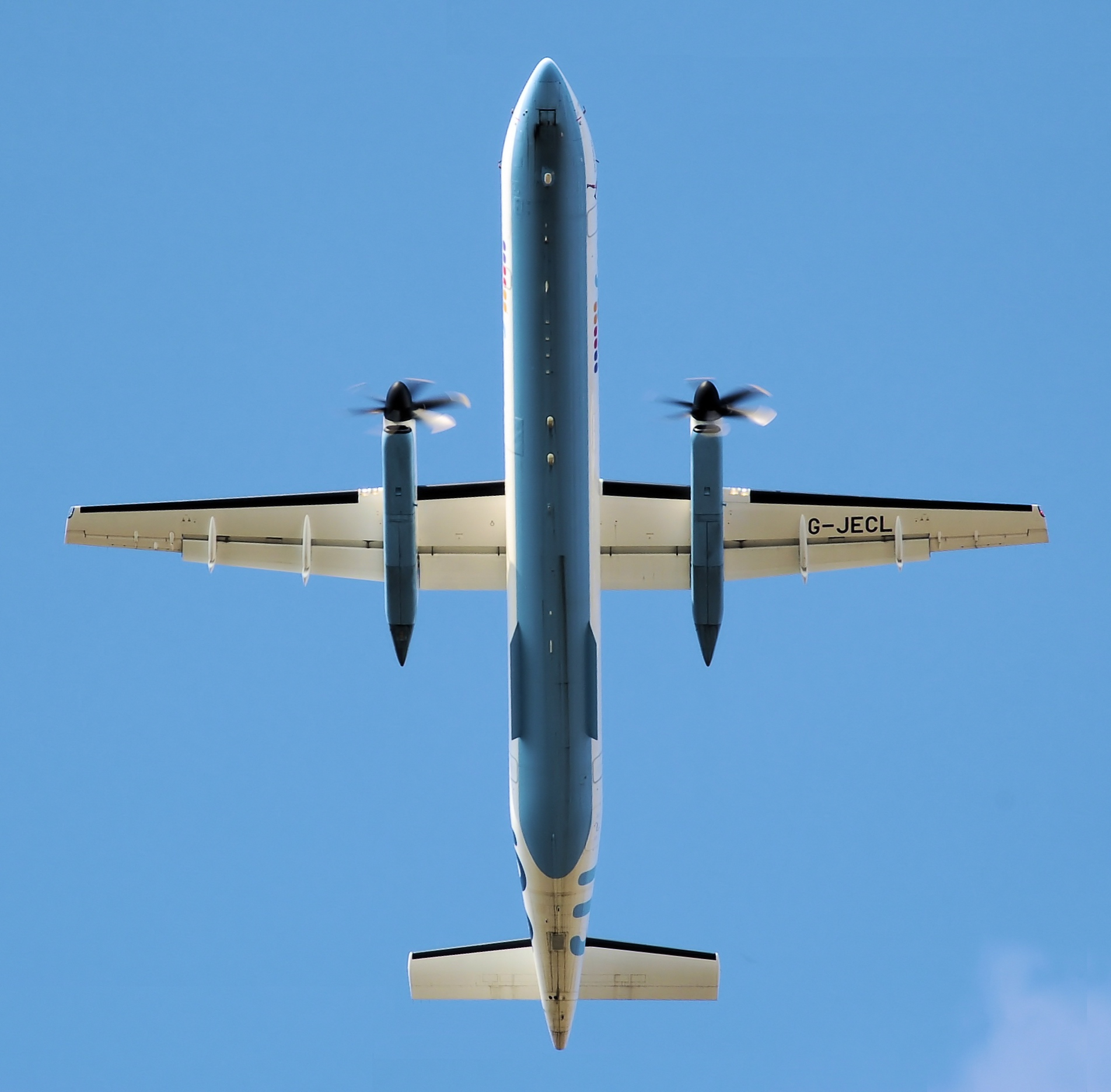
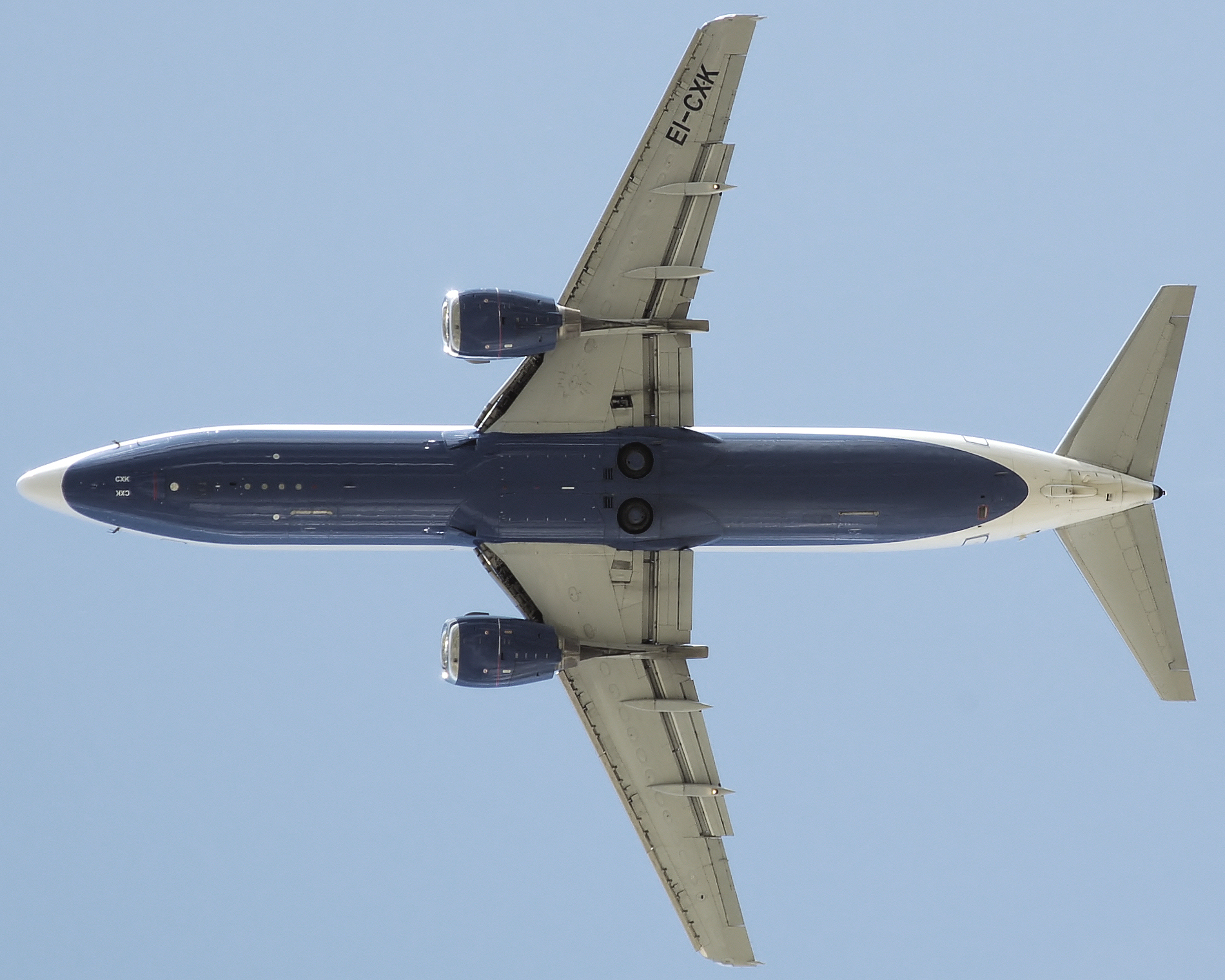
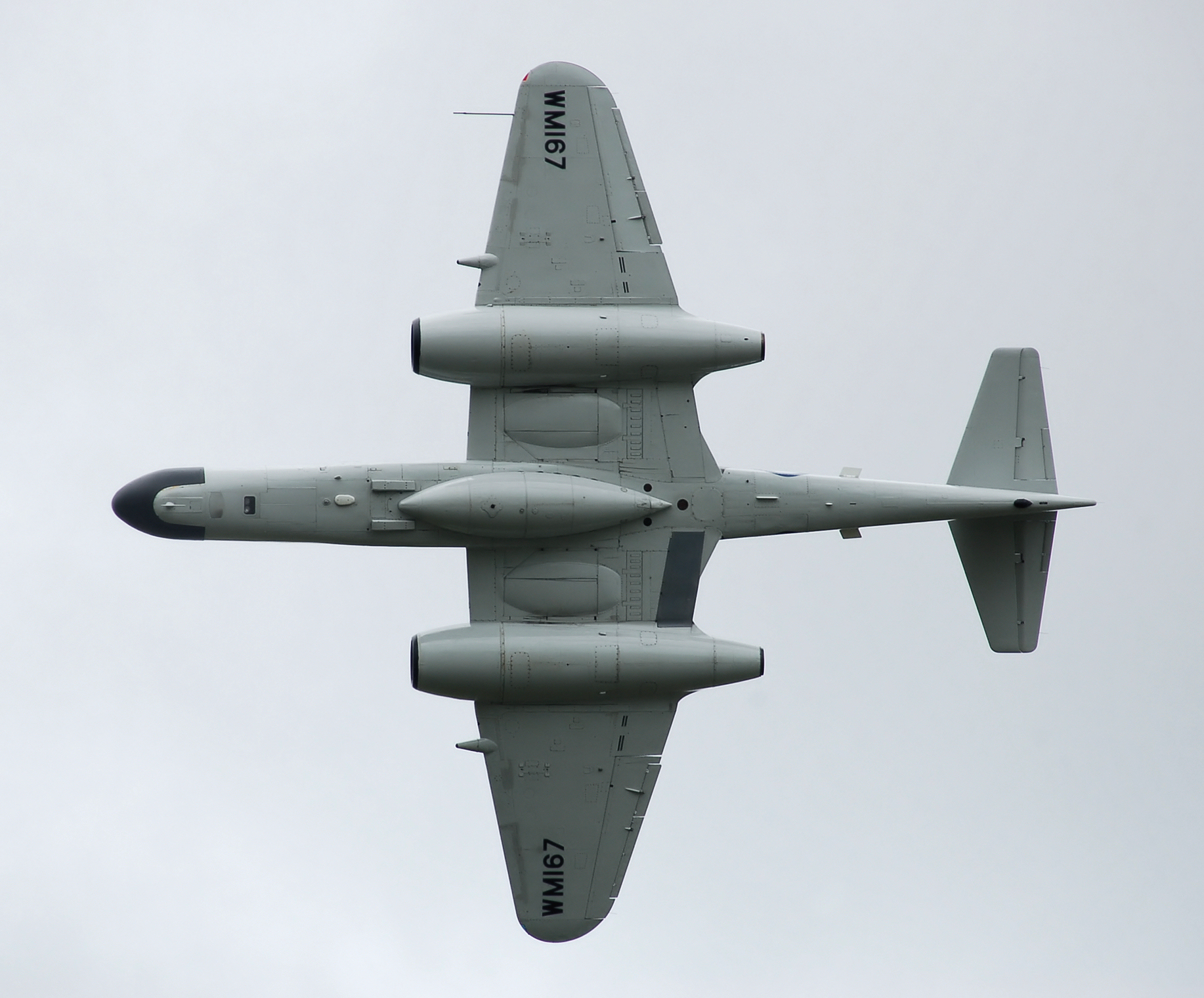
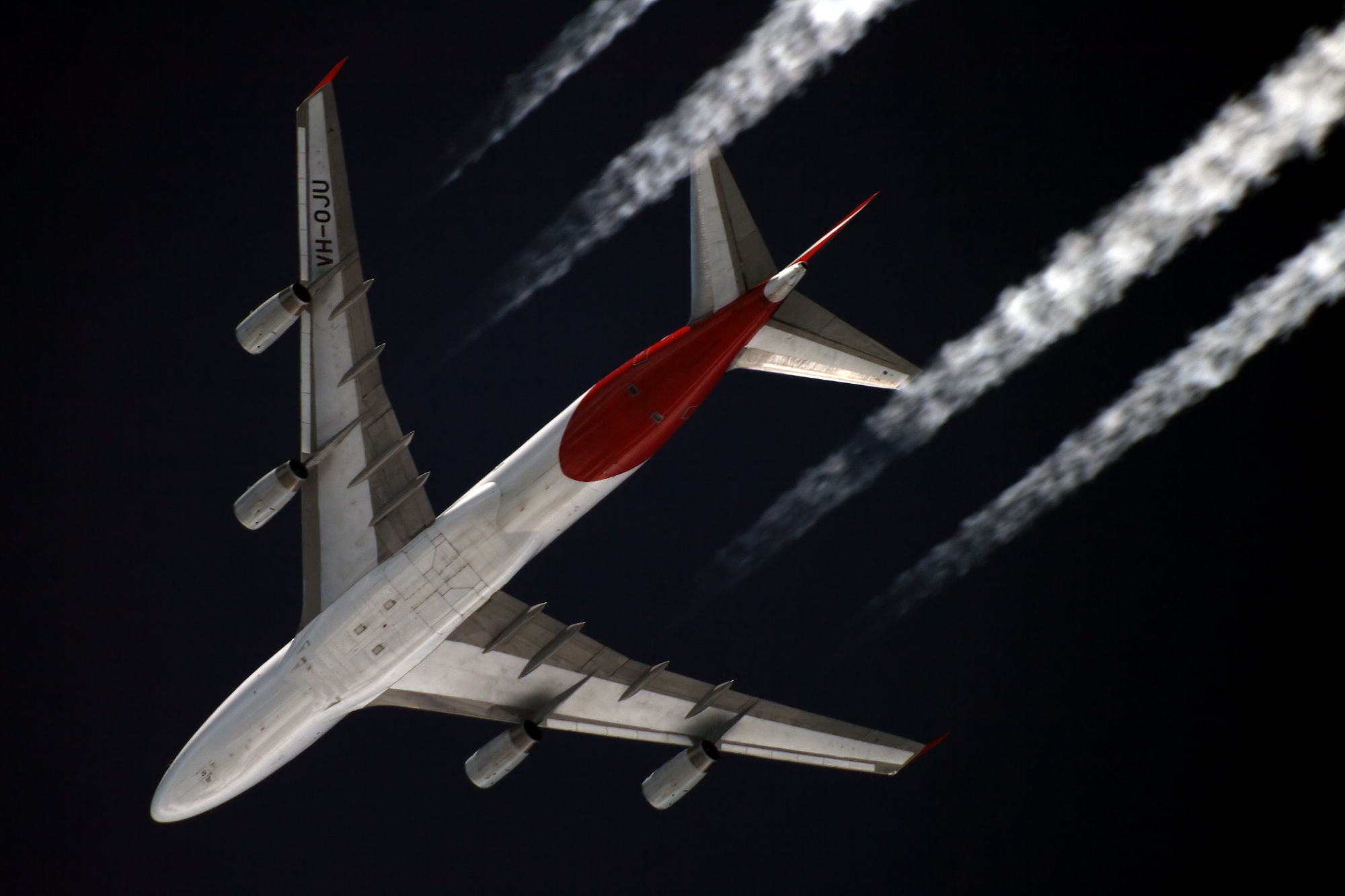
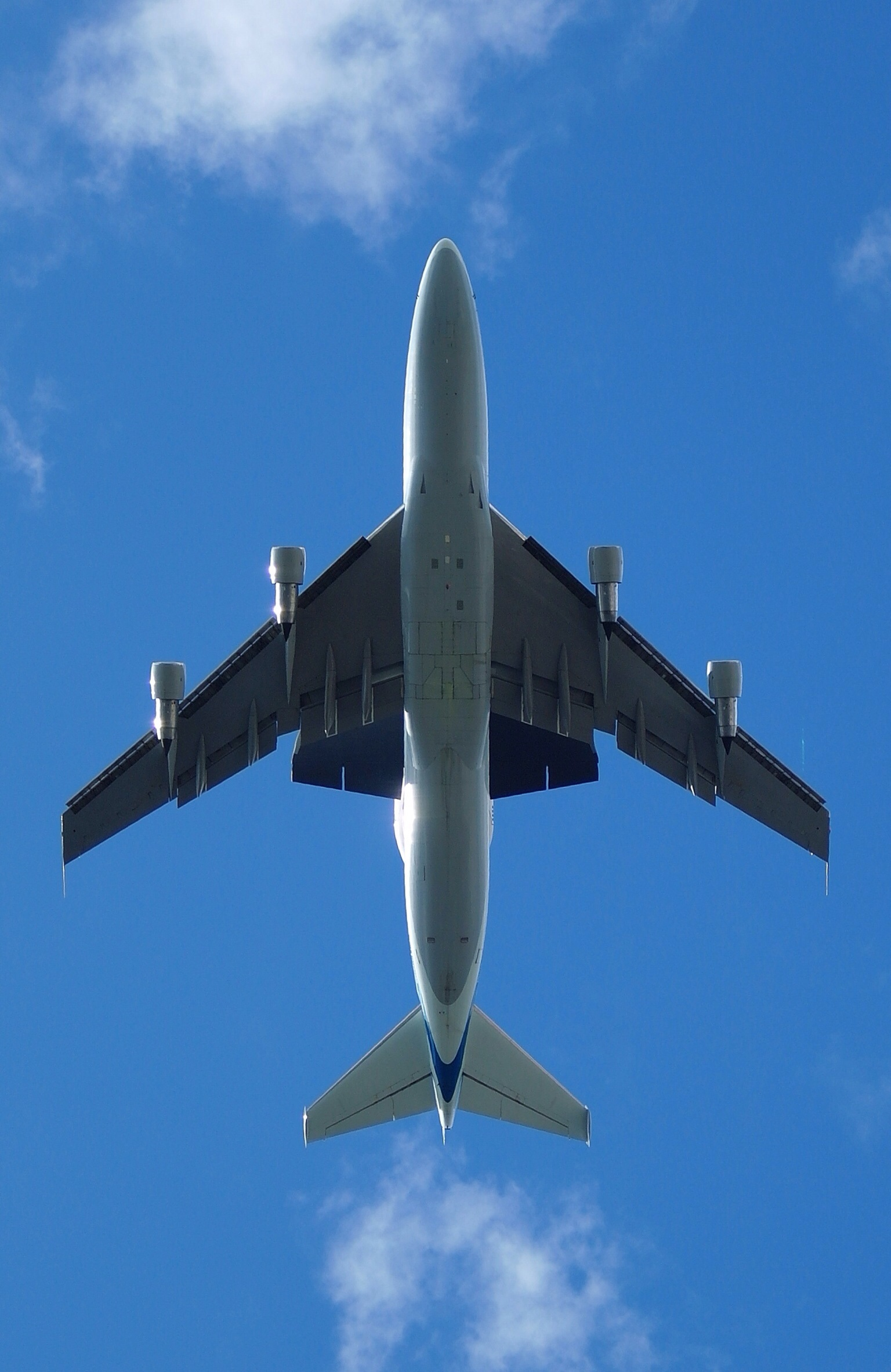